# Donssøerne
Donssøerne er et delvist privatejet søområde ved Dons nordvest for Kolding. Søområdet udgør et areal på ca. 100 hektar, hvortil kommer ca. 50 hektar mose.
Donssøerne opstod, da man i forbindelse med opførelsen af vandkraftværket Harteværket i årene 1918-1920 etablerede dæmninger i området for at få vand nok til at drive turbinerne.  De lavvandede søer har et rigt fugleliv og her findes bl.a. krikand, gravand, skeand og toppet lappedykker. På øen midt i Nørresø findes en større hættemågekoloni. Søerne bruges også af lystfiskere og vandere. De tre største søer i området er Dons Nørresø, Dons Søndersø og Stallerup Sø. I de omkringliggende løv- og granskove vil man kunne høre flere af de danske sangfugle, f.eks. løvsanger, gulspurv, sanglærke, sangdrossel, bogfinke, fuglekonge og diverse mejser.